# Abdi Bile
Abdi Bile Abdi (in arabo عبدي بلي عبدي‎?; Las Anod, 28 dicembre 1962) è un ex mezzofondista somalo.
È stato il primo atleta somalo in grado di primeggiare nell'atletica leggera, capace di vincere la medaglia d'oro dei 1 500 metri piani ai Mondiali di Roma 1987.

## Record nazionali

### Seniores
- 800 metri piani: 1'43"60 ( Zurigo, 16 agosto 1989)
- 1 000 metri piani: 2'14"50 ( Jerez de la Frontera, 13 settembre 1989)
- 1 500 metri piani: 3'30"55 ( Rieti, 3 settembre 1989)
- Miglio: 3'49"40 ( Oslo, 2 luglio 1988)
- 3 000 metri piani: 7'42"18 ( Colonia, 21 agosto 1994)

## Palmarès
| Anno | Manifestazione      | Sede        | Evento       | Risultato        | Prestazione | Note |
| ---- | ------------------- | ----------- | ------------ | ---------------- | ----------- | ---- |
| 1984 | Giochi olimpici     | Los Angeles | 800 m piani  | Quarti di finale | 1'46"49     |      |
| 1984 | Giochi olimpici     | Los Angeles | 1500 m piani | Semifinale       | dq          |      |
| 1985 | Campionati africani | Il Cairo    | 1500 m piani | Argento          | 3'38"19     |      |
| 1987 | Mondiali            | Roma        | 1500 m piani | Oro              | 3'36"80     |      |
| 1993 | Mondiali            | Stoccarda   | 800 m piani  | Batteria         | 1'48"90     |      |
| 1993 | Mondiali            | Stoccarda   | 1500 m piani | Bronzo           | 3'35"96     |      |
| 1995 | Mondiali            | Göteborg    | 1500 m piani | Batteria         | 3'48"86     |      |
| 1996 | Giochi olimpici     | Atlanta     | 1500 m piani | 6º               | 3'38"03     |      |

## Altre competizioni internazionali
1987
- Oro alla Grand Prix Final ( Bruxelles), 1500 m piani - 3'31"80

1989
- Oro in Coppa del mondo ( Barcellona), 1500 m piani - 3'35"56
- Oro alla Grand Prix Final ( Monaco), 1500 m piani - 3'39"56
- Oro al Rieti Meeting ( Rieti), 1500 m piani - 3'30"55
- Oro all'Herculis ( Monaco), 1500 m piani - 3'39"56
- Oro ai London Anniversary Games ( Londra), 1000 m piani - 2'14"51

1990
- Bronzo al Bauhaus-Galan ( Stoccolma), 800 m piani - 1'46"64

1993
- Argento alla Grand Prix Final ( Londra), 1500 m piani - 3'34"65
- Argento ai Bislett Games ( Oslo), miglio - 3'51"66
- Argento all'ISTAF Berlin ( Berlino), miglio - 3'52"37
- Argento al Memorial Van Damme ( Bruxelles), miglio - 3'54"96

1994
- Bronzo alla Grand Prix Final ( Parigi), 1500 m piani - 3'42"24
- Bronzo all'ISTAF Berlin ( Berlino), 1500 m piani - 3'35"38